# Morgondagens värld
Morgondagens värld (engelska: Tomorrow, the World!) är en amerikansk film från 1944 regisserad av Leslie Fenton och baserad på en pjäs från 1943 av James Gow och Arnaud d'Usseau.

## Handling
Emil Bruckner, en föräldralös pojke i Tyskland, sänds iväg till USA för att bo med sin morbror Mike Frame. Emils far dödades innan kriget började eftersom han var antinazist, och hans mor, som föddes i USA, har nyligen dött. Emil själv har varit medlem i Hitlerjugend och verkar vara en trosviss nazist. Han kallar sin far en förrädare, förolämpar Mikes fästmö Leona Richards för att hon är judinna och vägrar att skaffa vänner.
Folk i hans närhet försöker så gott de kan att se det goda i honom, men han gör det väldigt svårt. En dag upptäcker Pat Frame, Mikes dotter och Emils kusin, att Emil försöker öppna en byrålåda för att hitta hemliga dokument som han kan skicka hem till nazisterna för att göra kriget lättare för dem att vinna, och han skadar henne allvarligt. När Emil senare hotar att skada henne igen blir Mike väldigt arg på honom. Fröken Richards hindrar då Mike från att skada Emil allvarligt. Hon visar Emil den födelsedagspresent som Pat har gett honom, och han drabbas av skam och skuldkänslor. Han medger att han uppfostrades av nazistregimen på så sätt att han inte skulle bli som sin far.